# FTDI
Future Technology Devices International, normalmente conhecida por suas iniciais, FTDI, é uma empresa escocesa criadora de dispositivos semicondutores, especializada em tecnologia USB. Ela desenvolve, manufatura e dá suporte a aparelhos e seus programas e drivers relacionados à conversão de RS-232 ou TTL para sinais USB, permitindo que hardwares antigos sejam compatíveis com computadores modernos. Como desenvolvedora de circuitos integrados para aplicações específicas, a principal fonte de serviço da companhia é o FTDI Chip, um circuito integrado que é um comum dispositivo encontrado em microcontroladores, tais como na plataforma Arduino.
Sediada em Glasgow, Escócia, a empresa também possui escritórios em Taipei, Taiwan e Portland, havendo divisões subcontratadas por toda a Ásia.